# Široká Niva
Široká Niva (précédemment : Bretnová ou Bretnov ; en allemand : Breitenau ; en polonais : Szeroka Niwa) est une commune du district de Bruntál, dans la région de Moravie-Silésie, en République tchèque. Sa population s'élevait à 534 habitants en 2021.

## Géographie
Široká Niva est arrosée par l'Opava et se trouve à 9 km au nord de Bruntál, à 63 km à l'ouest-nord-ouest d'Ostrava et à 218 km à l’est de Prague.
La commune est limitée par Nové Heřminovy et Zátor au nord, par Lichnov à l'est, par Razová à l'est et au sud-est, par Dlouhá Stráň au sud-ouest, et par Bruntál et Oborná à l'ouest.

## Histoire
La première mention écrite de la localité date du XVe siècle.

## Administration
La commune se compose de trois quartiers :
- Široká Niva
- Pocheň
- Skrbovice

## Transports
Par la route, Široká Niva se trouve à 13 km de Bruntál, à 85 km d'Ostrava et à 298 km de Prague.